# おどろき一家
『おどろき一家』（おどろきいっか）は、1949年に公開された斎藤寅次郎監督の日本映画。

## スタッフ
以下のスタッフ名はKINENOTEに従った。
- 演出 - 斎藤寅次郎
- 脚色 - 八住利雄
- 原作 - 阿木翁助
- 撮影 - 友成達雄
- 美術 - 北辰雄
- 音楽 - 古関裕而
- 録音 - 岡崎三千雄
- 照明 - 銀屋謙蔵

## キャスト
以下の出演者名と役名は特に記載がない限りKINENOTEに従った。
- 入江たか子 - うめ
- 美空ひばり - すみれ
- 利根はる恵 - ゆき
- 清川虹子 - 奥様 くら子
- 花菱アチャコ - 野見山
- 木戸新太郎 - 得助
- 古川緑波 - 六助
- 益田喜頓[1][3]
- 渡辺篤 - 医者 宇佐見
- 清川玉枝 - かめ
- 杉山美子 - 令嬢 たま子
- 春名薫 - かね子
- 一藤月子 - たけ子
- 三木鶏郎 - ピアノの先生 伊井
- 並木一路 - 藤田
- 小倉繁 - 北原
- 出雲八重子 - 北原の妻